# 14 Sagittarii
14 Sagittarii è una stella gigante brillante arancione di magnitudine 5,49 situata nella costellazione del Sagittario. Dista circa 451 anni luce dal sistema solare.

## Osservazione
Si tratta di una stella situata nell'emisfero celeste australe, ma di bassa declinazione: ciò comporta che possa essere osservata da tutte le regioni abitate della Terra senza alcuna difficoltà e che sia invisibile soltanto a alte latitudini. Nell'emisfero sud invece appare circumpolare solo nell'continente antartico. La sua magnitudine pari a 5,49 la pone al limite della visibilità ad occhio nudo, pertanto può essere osservata senza l'ausilio di strumenti sotto un cielo limpido e possibilmente senza Luna.
Il periodo migliore per la sua osservazione nel cielo serale ricade nei mesi estivi.

## Caratteristiche fisiche
La stella è una stella gigante brillante arancione, è oltre 300 volte più luminosa del Sole e rispetto ad esso è molto più povera di metalli ([Fe/H]=−0,17). Ha una magnitudine assoluta di −0,21 e la sua velocità radiale positiva indica che la stella si sta allontanando dal sistema solare.

## Occultazioni
Per la sua posizione prossima all'eclittica è talvolta soggetta ad occultazioni da parte della Luna e, più raramente, dei pianeti, generalmente quelli interni. La prossima occultazione lunare è avvenuta il 26 agosto 2012.